# Jaroslaw Wadimowitsch Gladyschew
Jaroslaw Wadimowitsch Gladyschew (russisch Ярослав Вадимович Гладышев, englisch Yaroslav Vadimovich Gladyshev; * 5. Mai 2003 in Kirow) ist ein russischer Fußballspieler.

## Karriere

### Verein
Gladyschew begann seine Karriere beim FK Dynamo Moskau. Zur Saison 2020/21 rückte er in den Kader der neu geschaffenen zweiten Mannschaft Dynamos. Für diese kam er in jener Saison zu 15 Einsätzen in der drittklassigen Perwenstwo PFL, in denen er sieben Tore erzielte. Zur Saison 2021/22 rückte Gladyschew in den Profikader der Moskauer. Sein Debüt für die Profis gab er im September 2021 im Cup gegen Dynamo Stawropol. In jener Partie, die Dynamo mit 6:0 gewann, erzielte er auch prompt sein erstes Tor. Im Oktober 2021 folgte gegen den FK Chimki schließlich auch sein erster Einsatz in der Premjer-Liga.

### Nationalmannschaft
Gladyschew spielte im Dezember 2019 erstmals für die russische U-17-Auswahl. Im März 2021 absolvierte er zwei Partien im U-18-Team. Im September desselben Jahres folgte sein Debüt für die U-19.